# Gouvernorat de Tubas
Le gouvernorat de Tubas est un gouvernorat de la Palestine.

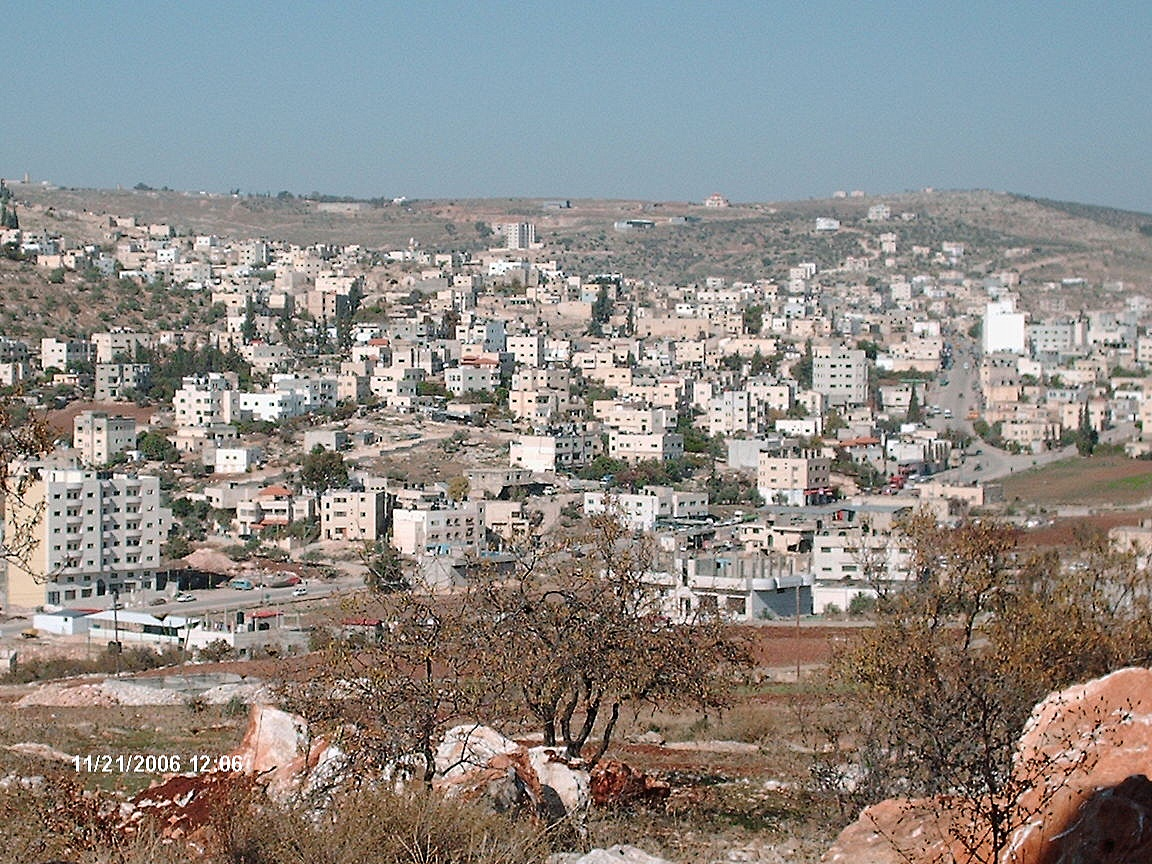

## Localités
23 localités sont situées dans la juridiction du gouvernorat de Tubas.

### Villes
- Tubas (ville)

### Communes
- 'Aqqaba
- Tammun

### Conseils de village
- Bardala
- Ein al-Beida
- Kardala
- Ras al-Far'a
- Tayasir
- Wadi al-Far'a

### Groupes de villages
- al-Bikai'a

### Camps de réfugiés
- Far'a